# Jean Hay (jésuite)
Pour les articles homonymes, voir Jean Hay et Hay.
Jean Hay est un jésuite écossais du XVIe siècle
Il fit à Rome son noviciat. Il  enseigna en Pologne,  aux Pays-Bas, en France, en particulier au collège de Tournon où il donna des cours de théologie, mathématiques et d’hébreu. En 1589, il participa à Lyon au fameux banquet d'Agathon organisé par Pierre Bullioud
Chancelier de l’Université de Pont-à-Mousson, il y mourut le 21 mai 1607.
Il a rédigé différents ouvrages et en  particulier composé un recueil de Demandes aux Ministres et L’Apologie de ces demandes contre le libelle de Jacques Pineton de Chambrun prédicant à Nîmes. 